# Ázerbájdžánská federace ledního hokeje
Ázerbájdžánská federace ledního hokeje (ázerbájdžánsky Azərbaycan Buzüstü Xokkey Federasiyası, anglicky Ice Hockey Federation of the Republic of Azerbaijan) je národní hokejovou federací Ázerbájdžánu. Členem IIHF je od 6. května 1992. Současným předsedou je Vagif D. Mussajev.
Ázerbájdžánská hokejová reprezentace se nezúčastnila mistrovství světa v ledním hokeji v žádné z kategorií, na žebříčku IIHF nefiguruje.